# Yuz Asaf

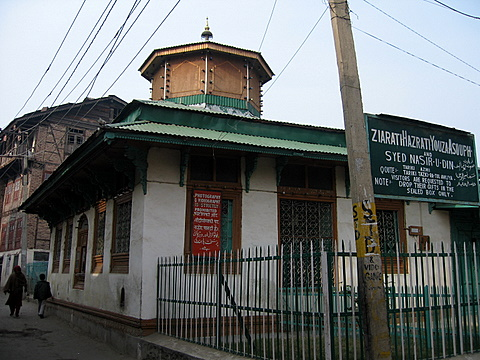
Santuario de Roza Bal, donde se encuentra localizada la tumba de Yuz Asaf o Yuzasaf.

Yuzasaf es el nombre del príncipe Siddhartha en la versión árabe de la leyenda de Barlaam y Josafat. Por ejemplo, en las Epístolas de los Hermanos de la Pureza (رسائل اخوان الصفاء), Basora, 1405. Estas tradiciones se expanden en las historias persas de Cachemira. En 1899 Ghulam Ahmad afirmó por primera vez que las leyendas de Yuzasaf referirse a Jesús.

## Ghulam Ahmad
Una de las ideas revolucionarias sacadas a la luz por el fundador de la Comunidad Musulmana Ahmadía, Mirza Ghulam Ahmad, es que Jesucristo no murió en la cruz (1899). También identificó la tumba de Yuz Asaf como el sepulcro de Jesús.

## Historia
Yuzasaf es reverenciado como profeta por los musulmanes ahmadíes y como un místico por hindúes y budistas. 
La tumba de Yuz Asaf está en el santuario Roza Bal, ubicado en el distrito de Srinagar (Khaniar), Cachemira. Se dice es la tumba de un hombre que fue príncipe y profeta y se dice que data del año 100. Hasta el advenimiento del Islam en Cachemira, la tumba fue mantenida por monjes budistas e hinduistas que afirmaban ser descendientes de Yuz Asaf.